# Christophe Michel Roguet
Pour les articles homonymes, voir Roguet.
Le comte Christophe Michel Roguet (1800-1877) était un général français. 

## Biographie
Fils du général-comte François Roguet (1770-1846) et ancien page de Napoléon Ier, il conquit ses grades en Afrique.
Il participe le 11 novembre 1843 au combat de l'oued El Malah ou est tué le kalifat, Mohammed Ben Allel dit Sidi-Embarek, conseiller d'Abd-el-Kader et qui était son véritable homme de guerre.
Il est fait Maréchal de camp le 20 avril 1845, commandant la 3e subdivision de la 1re division, puis général de division le 22 décembre 1851. Aide de camp du Prince-Président de la République, commandant de sa maison militaire, puis 1er aide de camp de l'empereur Napoléon III, il est fait grand officier de la Légion d'honneur le 13 mars 1858, Grand Croix de l’ordre des Saints-Maurice-et-Lazare, Chevalier Grand Croix de l'ordre de Saint-Georges de la Réunion, grand commandeur de l'ordre du Sauveur, et enfin commandeur de 1re classe de l'ordre de Philippe le Magnanime (Hesse).
Alors qu'il était aide de camp de Napoléon III, il se tint dans la voiture de l'empereur lors de l'attentat d'Orsini et y fut blessé. Il fut sénateur sous le Second Empire.
Gendre de Charles-François de Ladoucette, il est le père d'Ernest Roguet.
Il est inhumé au cimetière du Père-Lachaise (19e division).

### Sources
- « Christophe Michel Roguet », dans Adolphe Robert et Gaston Cougny, Dictionnaire des parlementaires français, Edgar Bourloton, 1889-1891 [détail de l’édition]